# Erik Holmquist
Erik Gustaf Otto Holmquist, född den 18 maj 1883 i Malmö, död den 28 december 1973 i Stockholm, var en svensk militär och försäkringsman. Han var son till Fredrik Holmquist.
Holmquist blev underlöjtnant vid Svea trängkår 1906, löjtnant där 1910, fick transport till Intendenturkåren 1911, kapten där 1915, major 1928 och överstelöjtnant 1935, i reserven 1937. Holmquist var lärare vid Intendenturförvaltningsskolan 1917–1925, vid Krigsskolan 1922–1929 och vid Krigshögskolan 1926–1931 samt chef för Armeförvaltningens intendentsdepartements tekniska revision 1935–1937. Han var medlem av direktionerna för Livgardets till häst pensionskassa 1918–1927 och för Arméns familjepensionskassa 1935–1937 samt verkställande direktör och ordförande i styrelsen för Bostadsaktiebolaget Fridhem, Stockholm, 1924–1946,  verkställande direktör och styrelseledamot i Svenska lantbrukarnes olycksfallsförsäkringsbolag 1937–1950, verkställande direktör i Fastighetsaktiebolaget Egus 1937–1951, verkställande direktör i Svenska fondförvaltningsaktiebolaget 1937–1951 samt styrelseledamot i Metallfabriksaktiebolaget C.C. Sporrong & Co från 1931 (ordförande från 1946). Holmquist blev riddare av Svärdsorden 1927 och av Vasaorden 1932. Han vilar i en familjegrav på Solna kyrkogård.